# Lista planetelor minore/40901–41000
Aceasta este Lista planetelor minore/40901–41000; pentru a naviga prin lista completă vezi Lista planetelor minore.
Pentru ale detalii vezi și Proiect:Astronomie sau Portal:Astronomie.
| Nume             | Denumire provizorie | Data descoperirii | Locul descoperirii         | Descoperitor(i)                     |
| ---------------- | ------------------- | ----------------- | -------------------------- | ----------------------------------- |
| 40901 -          | 1999 TG143          | 7 octombrie 1999  | Socorro                    | LINEAR                              |
| 40902 -          | 1999 TY143          | 7 octombrie 1999  | Socorro                    | LINEAR                              |
| 40903 -          | 1999 TB144          | 7 octombrie 1999  | Socorro                    | LINEAR                              |
| 40904 -          | 1999 TC144          | 7 octombrie 1999  | Socorro                    | LINEAR                              |
| 40905 -          | 1999 TE148          | 7 octombrie 1999  | Socorro                    | LINEAR                              |
| 40906 -          | 1999 TN148          | 7 octombrie 1999  | Socorro                    | LINEAR                              |
| 40907 -          | 1999 TF149          | 7 octombrie 1999  | Socorro                    | LINEAR                              |
| 40908 -          | 1999 TW151          | 7 octombrie 1999  | Socorro                    | LINEAR                              |
| 40909 -          | 1999 TR152          | 7 octombrie 1999  | Socorro                    | LINEAR                              |
| 40910 -          | 1999 TS152          | 7 octombrie 1999  | Socorro                    | LINEAR                              |
| 40911 -          | 1999 TU152          | 7 octombrie 1999  | Socorro                    | LINEAR                              |
| 40912 -          | 1999 TX152          | 7 octombrie 1999  | Socorro                    | LINEAR                              |
| 40913 -          | 1999 TZ152          | 7 octombrie 1999  | Socorro                    | LINEAR                              |
| 40914 -          | 1999 TH155          | 7 octombrie 1999  | Socorro                    | LINEAR                              |
| 40915 -          | 1999 TT155          | 7 octombrie 1999  | Socorro                    | LINEAR                              |
| 40916 -          | 1999 TE156          | 7 octombrie 1999  | Socorro                    | LINEAR                              |
| 40917 -          | 1999 TW156          | 9 octombrie 1999  | Socorro                    | LINEAR                              |
| 40918 -          | 1999 TG158          | 7 octombrie 1999  | Socorro                    | LINEAR                              |
| 40919 -          | 1999 TF162          | 9 octombrie 1999  | Socorro                    | LINEAR                              |
| 40920 -          | 1999 TD171          | 10 octombrie 1999 | Socorro                    | LINEAR                              |
| 40921 -          | 1999 TR171          | 10 octombrie 1999 | Socorro                    | LINEAR                              |
| 40922 -          | 1999 TH172          | 10 octombrie 1999 | Socorro                    | LINEAR                              |
| 40923 -          | 1999 TB173          | 10 octombrie 1999 | Socorro                    | LINEAR                              |
| 40924 -          | 1999 TB174          | 10 octombrie 1999 | Socorro                    | LINEAR                              |
| 40925 -          | 1999 TL174          | 10 octombrie 1999 | Socorro                    | LINEAR                              |
| 40926 -          | 1999 TQ177          | 10 octombrie 1999 | Socorro                    | LINEAR                              |
| 40927 -          | 1999 TZ185          | 12 octombrie 1999 | Socorro                    | LINEAR                              |
| 40928 -          | 1999 TB187          | 12 octombrie 1999 | Socorro                    | LINEAR                              |
| 40929 -          | 1999 TB188          | 12 octombrie 1999 | Socorro                    | LINEAR                              |
| 40930 -          | 1999 TJ189          | 12 octombrie 1999 | Socorro                    | LINEAR                              |
| 40931 -          | 1999 TX189          | 12 octombrie 1999 | Socorro                    | LINEAR                              |
| 40932 -          | 1999 TF191          | 12 octombrie 1999 | Socorro                    | LINEAR                              |
| 40933 -          | 1999 TP192          | 12 octombrie 1999 | Socorro                    | LINEAR                              |
| 40934 -          | 1999 TJ194          | 12 octombrie 1999 | Socorro                    | LINEAR                              |
| 40935 -          | 1999 TO195          | 12 octombrie 1999 | Socorro                    | LINEAR                              |
| 40936 -          | 1999 TP200          | 13 octombrie 1999 | Socorro                    | LINEAR                              |
| 40937 -          | 1999 TQ200          | 13 octombrie 1999 | Socorro                    | LINEAR                              |
| 40938 -          | 1999 TO205          | 13 octombrie 1999 | Socorro                    | LINEAR                              |
| 40939 -          | 1999 TU209          | 14 octombrie 1999 | Socorro                    | LINEAR                              |
| 40940 -          | 1999 TZ209          | 14 octombrie 1999 | Socorro                    | LINEAR                              |
| 40941 -          | 1999 TS211          | 15 octombrie 1999 | Socorro                    | LINEAR                              |
| 40942 -          | 1999 TZ212          | 15 octombrie 1999 | Socorro                    | LINEAR                              |
| 40943 -          | 1999 TT213          | 15 octombrie 1999 | Socorro                    | LINEAR                              |
| 40944 -          | 1999 TJ216          | 15 octombrie 1999 | Socorro                    | LINEAR                              |
| 40945 -          | 1999 TX216          | 15 octombrie 1999 | Socorro                    | LINEAR                              |
| 40946 -          | 1999 TK217          | 15 octombrie 1999 | Socorro                    | LINEAR                              |
| 40947 -          | 1999 TJ218          | 15 octombrie 1999 | Socorro                    | LINEAR                              |
| 40948 -          | 1999 TH228          | 2 octombrie 1999  | Socorro                    | LINEAR                              |
| 40949 -          | 1999 TQ228          | 2 octombrie 1999  | Catalina                   | CSS                                 |
| 40950 -          | 1999 TQ229          | 5 octombrie 1999  | Catalina                   | CSS                                 |
| 40951 -          | 1999 TO230          | 4 octombrie 1999  | Anderson Mesa              | LONEOS                              |
| 40952 -          | 1999 TD231          | 5 octombrie 1999  | Catalina                   | CSS                                 |
| 40953 -          | 1999 TB237          | 3 octombrie 1999  | Catalina                   | CSS                                 |
| 40954 -          | 1999 TQ238          | 4 octombrie 1999  | Catalina                   | CSS                                 |
| 40955 -          | 1999 TQ241          | 4 octombrie 1999  | Catalina                   | CSS                                 |
| 40956 -          | 1999 TZ241          | 4 octombrie 1999  | Catalina                   | CSS                                 |
| 40957 -          | 1999 TR242          | 4 octombrie 1999  | Catalina                   | CSS                                 |
| 40958 -          | 1999 TV242          | 4 octombrie 1999  | Catalina                   | CSS                                 |
| 40959 -          | 1999 TB243          | 4 octombrie 1999  | Anderson Mesa              | LONEOS                              |
| 40960 -          | 1999 TL244          | 7 octombrie 1999  | Catalina                   | CSS                                 |
| 40961 -          | 1999 TV247          | 8 octombrie 1999  | Catalina                   | CSS                                 |
| 40962 -          | 1999 TW247          | 8 octombrie 1999  | Catalina                   | CSS                                 |
| 40963 -          | 1999 TZ247          | 8 octombrie 1999  | Catalina                   | CSS                                 |
| 40964 -          | 1999 TE248          | 8 octombrie 1999  | Catalina                   | CSS                                 |
| 40965 -          | 1999 TH249          | 9 octombrie 1999  | Catalina                   | CSS                                 |
| 40966 -          | 1999 TM250          | 9 octombrie 1999  | Catalina                   | CSS                                 |
| 40967 -          | 1999 TC251          | 5 octombrie 1999  | Socorro                    | LINEAR                              |
| 40968 -          | 1999 TO254          | 8 octombrie 1999  | Socorro                    | LINEAR                              |
| 40969 -          | 1999 TR258          | 9 octombrie 1999  | Socorro                    | LINEAR                              |
| 40970 -          | 1999 TK261          | 14 octombrie 1999 | Anderson Mesa              | LONEOS                              |
| 40971 -          | 1999 TY264          | 3 octombrie 1999  | Socorro                    | LINEAR                              |
| 40972 -          | 1999 TL267          | 3 octombrie 1999  | Socorro                    | LINEAR                              |
| 40973 -          | 1999 TL269          | 3 octombrie 1999  | Socorro                    | LINEAR                              |
| 40974 -          | 1999 TS269          | 3 octombrie 1999  | Socorro                    | LINEAR                              |
| 40975 -          | 1999 TU269          | 3 octombrie 1999  | Socorro                    | LINEAR                              |
| 40976 -          | 1999 TV272          | 3 octombrie 1999  | Socorro                    | LINEAR                              |
| 40977 -          | 1999 TD279          | 7 octombrie 1999  | Socorro                    | LINEAR                              |
| 40978 -          | 1999 TN279          | 7 octombrie 1999  | Socorro                    | LINEAR                              |
| 40979 -          | 1999 TL280          | 8 octombrie 1999  | Socorro                    | LINEAR                              |
| 40980 -          | 1999 TO282          | 9 octombrie 1999  | Socorro                    | LINEAR                              |
| 40981 -          | 1999 TL284          | 9 octombrie 1999  | Socorro                    | LINEAR                              |
| 40982 -          | 1999 TR285          | 10 octombrie 1999 | Socorro                    | LINEAR                              |
| 40983 -          | 1999 TB286          | 10 octombrie 1999 | Socorro                    | LINEAR                              |
| 40984 -          | 1999 TL288          | 10 octombrie 1999 | Socorro                    | LINEAR                              |
| 40985 -          | 1999 TM288          | 10 octombrie 1999 | Socorro                    | LINEAR                              |
| 40986 -          | 1999 TY292          | 12 octombrie 1999 | Socorro                    | LINEAR                              |
| 40987 -          | 1999 TJ293          | 12 octombrie 1999 | Socorro                    | LINEAR                              |
| 40988 -          | 1999 TN311          | 7 octombrie 1999  | Catalina                   | CSS                                 |
| 40989 -          | 1999 UO             | 16 octombrie 1999 | Višnjan                    | K. Korlević                         |
| 40990 -          | 1999 UW             | 16 octombrie 1999 | Višnjan                    | K. Korlević                         |
| 40991 -          | 1999 UA1            | 16 octombrie 1999 | Višnjan                    | K. Korlević                         |
| 40992 -          | 1999 UL1            | 18 octombrie 1999 | High Point⁠(d)              | D. K. Chesney⁠(d)                    |
| 40993 -          | 1999 UF2            | 16 octombrie 1999 | Višnjan                    | K. Korlević                         |
| 40994 Tekaridake | 1999 UZ2            | 20 octombrie 1999 | Mishima                    | M. Akiyama⁠(d)                       |
| 40995 -          | 1999 UC4            | 27 octombrie 1999 | Starkenburg Observatory⁠(d) | Starkenburg⁠(d)                      |
| 40996 -          | 1999 UO5            | 28 octombrie 1999 | Catalina                   | CSS                                 |
| 40997            | 1999 UE6            | 27 octombrie 1999 | Xinglong                   | BAO Schmidt CCD Asteroid Program⁠(d) |
| 40998 -          | 1999 US7            | 29 octombrie 1999 | Catalina                   | CSS                                 |
| 40999 -          | 1999 UU8            | 29 octombrie 1999 | Catalina                   | CSS                                 |
| 41000 -          | 1999 UB9            | 29 octombrie 1999 | Catalina                   | CSS                                 |